# Here 'Tis
Here 'Tis è un album di Lou Donaldson, pubblicato dalla Blue Note Records nel 1961.Il disco fu registrato il 23 gennaio del 1961 al Rudy Van Gelder Studio di Englewood Cliffs, New Jersey (Stati Uniti).

## Tracce
Lato A
1. A Foggy Day – 6:38 (George Gershwin)
2. Here 'Tis – 9:28 (Lou Donaldson)
3. Cool Blues – 6:54 (Charlie Parker)

Lato B
1. Watusi Jump – 7:33 (Lou Donaldson)
2. Walk Wid Me – 8:40 (Lou Donaldson)

## Musicisti
Lou Donaldson Quartet
- Lou Donaldson - sassofono alto
- Baby Face Willette - organo
- Grant Green - chitarra
- Dave Bailey - batteria